# Бульбашкова плівка

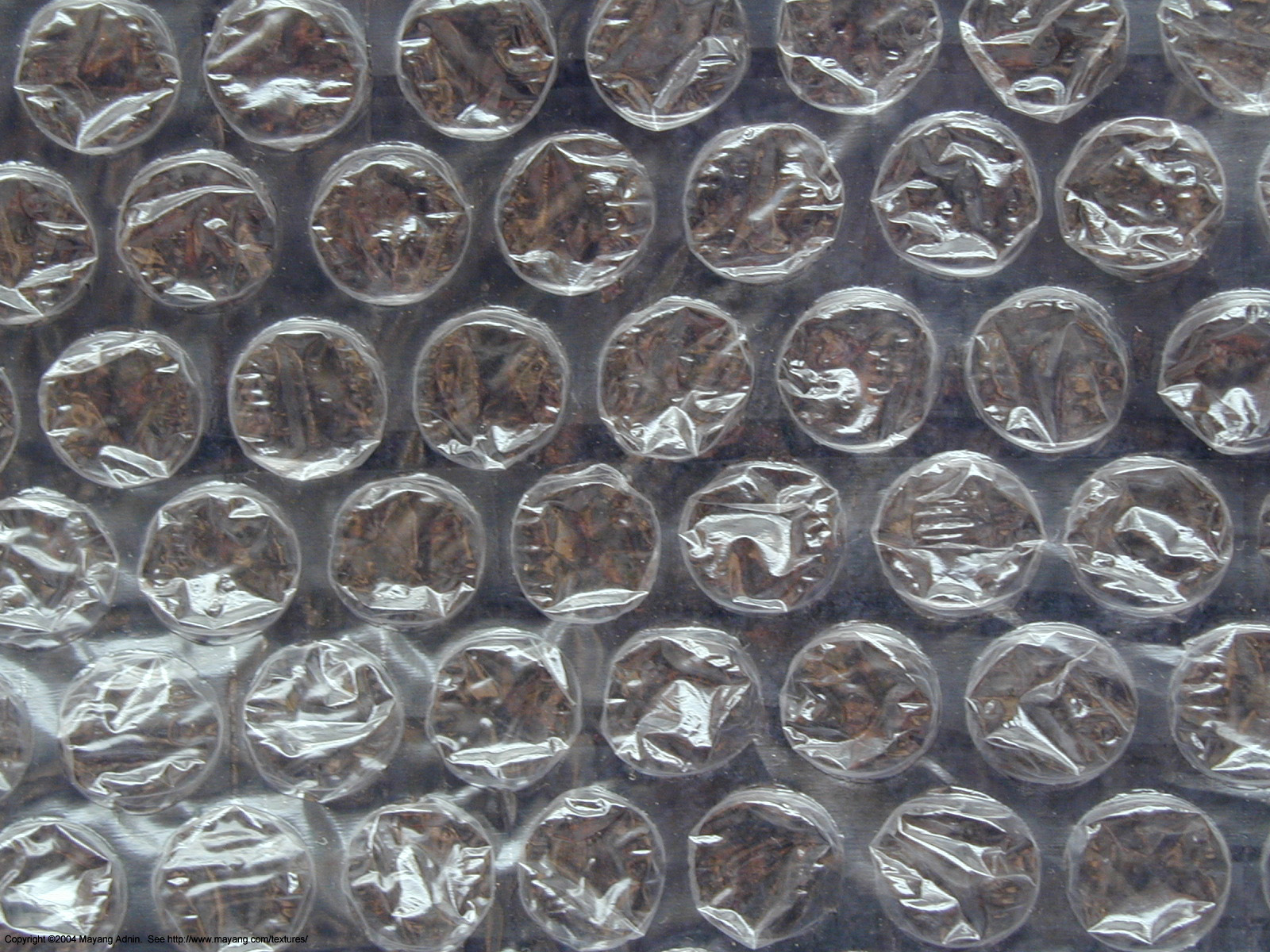
Бульбашкова плівка

Бульбашкова плівка (англ. Bubble Wrap) — еластичний, переважно прозорий пластиковий матеріал, поверхня якого рівномірно вкрита невеликими пухирцями заповненими повітрям. Використовується для упакування крихких предметів. На сьогодні має безліч свої назв, серед яких:
- Пухирчаста плівка
- Повітряно-бульбашкова плівка
- Бульбашкова плівка
- Плівка з бульбашками
- Плівка з повітряними бульбашками, тощо

Бульбашкову плівку створили інженери Альфред Філдінг (Alfred Fielding) та Марк Чаваннес (Marc Chavannes) в 1957 році.
В січні 1960 року вони заснували компанію Sealed Air Company і запатентували плівку під назвою Bubble Wrap. Вони винайшли її випадково і почали продавати плівку, як шпалери, але вона не користувалась популярністю. Згодом в них з'явилось чудове рішення щодо використання бульбашкової плівки, як засіб збереження цілісності крихких предметів.

## Історія
Повітряно-бульбашкова плівка була розроблена двома інженерами — Альфредом Філдінгом і Марком Чаванєсом у 1957 році. За їх задумом, новий матеріал мав стати новим, стильним видом шпалер для будинку.

## Основні характеристики
Обрати повітряно-бульбашкову плівку можна за декількома її параметрами.
- Ширина. Найбільш популярними варіантами вважаються: 1,2 м та 1,5 м. Проте кожен виробник самостійно вирішує, якої ширини повинна бути плівка.
- Намотування. Як правило, пухирчаста плівка продається рулонами довжиною 100 м. Завдяки цьому рулони виходять досить об'ємними, хоч і важать вони всього кілька кілограмів.
- Товщина. На сьогодні існують плівка двошарова та трьохшарова. Перший варіант найбільш поширений — перший його шар це гладка поліетиленова плівка, а другий — бульбашки. У трьохшарової плівки є один додатковий гладкий шар плівки зверху пухирців.

## Основні властивості повітряно-бульбашкової плівки
- Одна з основних властивостей повітряно-бульбашкової плівки – це здатність амортизувати удари. Бульбашки в плівці створюють пружну структуру, яка поглинає удари та вібрації, запобігаючи пошкодженню упакованого товару. Завдяки цій властивості пухирчаста плівка стала невід'ємною частиною упакування електроніки, скла, посуду, меблів та інших крихких товарів.
- Окрім того бульбашки у плівці не зв'язуються один з одним. Тому, якщо ви раптом пошкодите одну з них, це не відобразиться на сусідніх пухирцях, і на властивостях плівки в цілому.
- Іншою важливою властивістю повітряно-бульбашкової плівки є її водонепроникність. Вона захищає товари від потрапляння вологи та дощу під час транспортування, що може допомогти зберегти їх цілісність та якість.
- Також пухирчаста плівка легко обробляється і укладається, що робить її зручною у використанні. Її можна легко нарізати на потрібний розмір та форму, що полегшує упакування та захист товарів різних розмірів та форм.
- Повітряно-бульбашкова плівка економічно вигідна, оскільки є дешевим матеріалом, який може значно знизити витрати на упаковку та транспортування товарів. Більш того, її можна повторно використовувати для пакування інших товарів.